# 拉季夫卡 (別利亞耶夫卡區)
46°33′51″N 30°42′41″E / 46.56417°N 30.71139°E
拉蒂夫卡（烏克蘭語：Латівка）是位於烏克蘭西南部的村莊，由敖德萨州敖德萨区的烏薩托韋市鎮負責管轄。該村始建於1936年，面積2.3平方公里，海拔高度30米，2001年人口1,955，人口密度每平方公里850人。